# Volvo EX90
Volvo EX90 — электромобиль, производящийся шведской компанией Volvo Cars. Является преемником автомобиля с ДВС Volvo XC90.

## Описание
В июне 2021 года был представлен концепт-кар Volvo Concept Recharge (ранее Volvo Embla). Коэффициент лобового сопротивления равен 0,29.
Мощность аккумулятора составляет 111 кВт*ч. При мощности зарядного устройства 250 кВт постоянного тока автомобиль заряжается на 10—80% за полчаса. Также использует зарядку Vehicle-to-grid.
Первый предсерийный экземпляр был представлен в ноябре 2022 года. Серийно автомобиль выпускается с 2023 года.

## EX90 Excellence
Электромобиль Volvo EX90 Excellence был представлен на Автосалоне в Шанхае. Его вместимость составляет 4 места. Конкурентом является Mercedes-Benz EQS SUV.

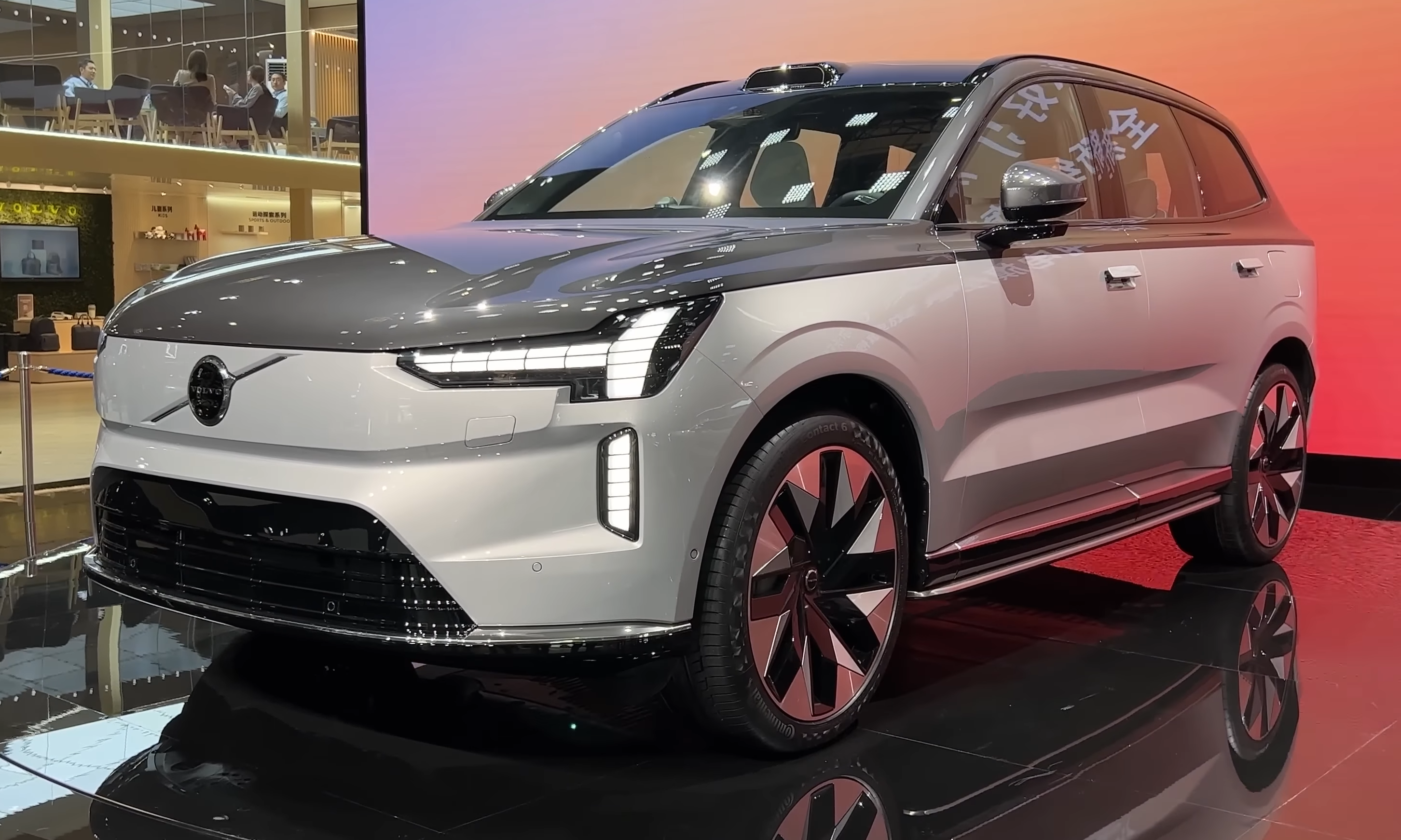
EX90 Excellence
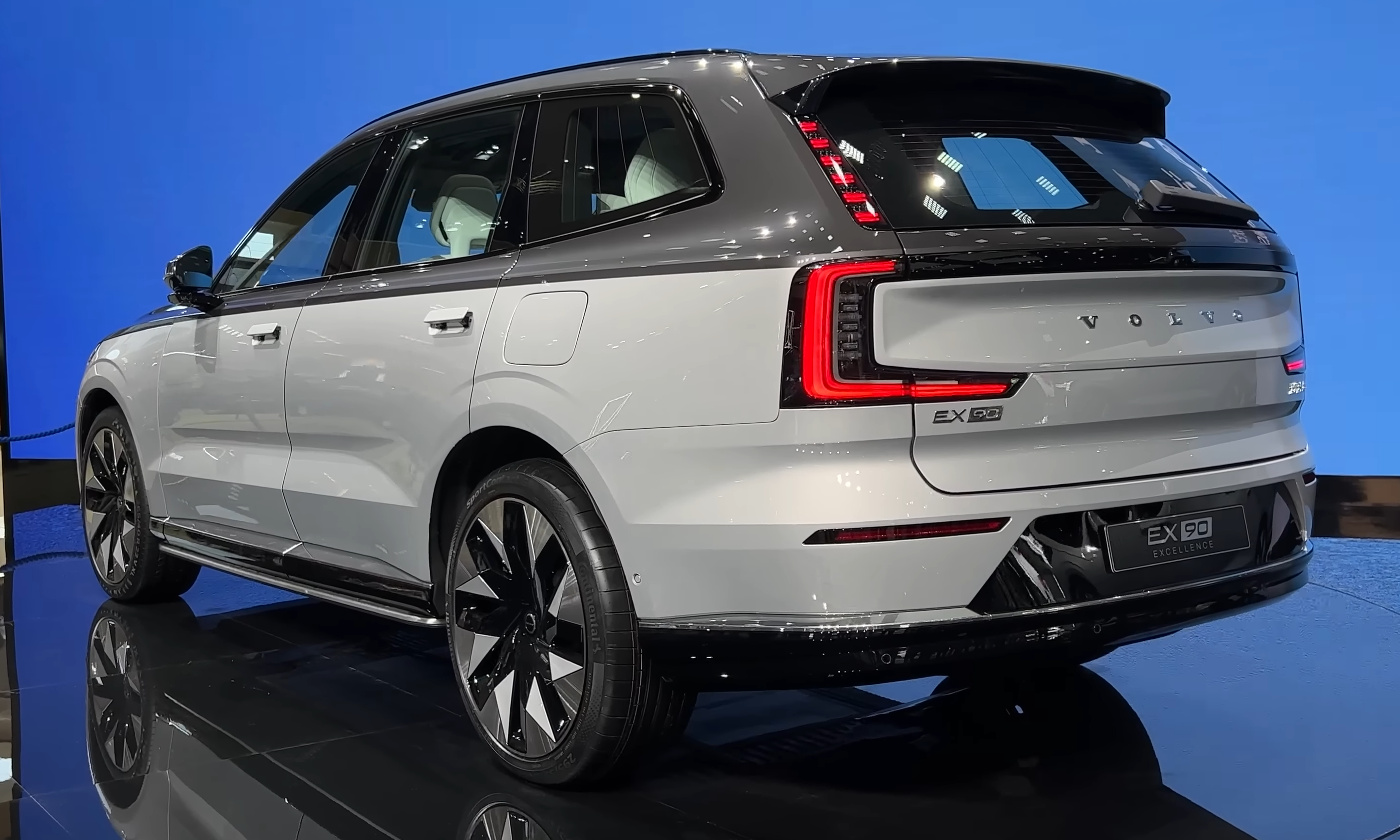
Вид сзади